# Гражданские партнёрства в Чехии
Закон, разрешающий в Чехии гражданские партнёрства (чеш. registrované partnerství) между людьми одного пола, вступил в силу 1 июля 2006 года. Согласно этому закону, однополым парам, например, предоставлены право наследования имущества, посещения в больнице, выплаты алиментов. С 2016 года разрешено усыновление однополыми партнёрами детей, но только в индивидуальном порядке. Партнёрства не позволяют выплат пенсии по вдовству.

## Содержание законопроекта
Зарегистрировать однополое партнерство могут два лица, по обоюдному согласию подавшие соответствующее заявление о регистрации партнерства в ЗАГС по месту прописки одного из них. Иностранный гражданин, не имеющий постоянного места жительства в Чехии, обязан предоставить справку, подтверждающую законность его пребывания в стране. Однако для заключения союза один из партнёров должен иметь гражданство Чешской Республики.
Запрещается регистрация партнёрства несовершеннолетним, близким родственникам, недееспособным лицам, а также лицам, уже вступившим в партнёрство или заключившим брак, в том числе и на территории других государств.

## Законодательная история
Впервые попытка принять закон о регистрации однополых пар была предпринята в 1998 году, когда на голосовании в парламенте страны не хватило двух голосов. Спустя год, аналогичная судьба постигла вторую законотворческую инициативу. В феврале 2001 года правительство в третий раз вынесло на обсуждение в парламент законопроект, так же им отвергнутый. В феврале 2005 года новый законопроект был отвергнут с перевесом всего в один голос.
16 декабря 2005 года в ходе пятого голосования по данной проблеме законопроект прошёл во многом благодаря поддержке коммунистов и социал-демократов (86 из 147 депутатов нижней палаты парламента Чехии вчера проголосовали за расширение прав сексуальных партнеров одного пола, 54 — против, семеро — воздержались). Против голосовали христианские демократы и депутаты от Гражданской демократической партии. 26 января 2006 года, на заседании верхней палаты парламента Чехии вопреки всем ожиданиям большинством голосов был принят закон, разрешающий в стране гражданские партнерства между людьми одного пола при 45 голосами — за, 14 — против, причем 6 сенаторов воздержались.
16 февраля 2006 года, президент страны Вацлав Клаус наложил вето на законопроект, объясняя своё решение полупустым залом во время голосования. Однако в ответ на вето президента, премьер-министр страны Иржи Парубек заявил, что нет причин, по которым законопроект может быть отвергнут президентом. В своей беседе с представителями ЛГБТ-сообщества Иржи Парубек выразил надежду на то, что его правящая Социал-демократическая партия сможет, заручившись 101 голосами из 200 в нижней палате парламента, преодолеть вето, что и произошло 15 марта 2006 года.
В марте 2015 года в Конституционный суд Чехии поступило предложение об отмене запрета зарегистрированным партнёрам на усыновление детей. Согласно опросам, 56 % населения поддерживают усыновление однополыми парами родных детей партнёров, а 47 % поддерживают усыновление однополыми парами чужих детей.
28 июня 2016 года Конституционный суд Чехии разрешил однополым партнёрам усыновлять детей, но только в индивидуальном порядке.

## Статистические данные
По результатам опроса, проведенного центром по исследованию общественного мнения, чехи относятся к гомосексуалам довольно терпимо, из тысячи опрошенных 42 % были не против однополых браков. Чехи чаще других (43 %) отвечали, что лично знают гея или лесбиянку. Для сравнения, среди поляков таких было 14 %, а среди венгров — 8 %. Согласно Eurobarometer, в 2015 году 57 % населения Чехии считали, что однополые браки должны быть разрешены по всей Европе.
С июля 2006 года по конец 2018 года в стране было зарегистрировано 3117 партнёрских отношений (1954 между двумя мужчинами и 1163 между двумя женщинами). За этот период было расторгнуто 448 партнёрств (15 %), что намного ниже, чем уровень разводов в стране. В 2018 году 299 пар зарегистрировали партнёрство и впервые число женских пар превысило число мужских пар (152 женских и 147 мужских).